# František Peltán
František Peltán (1. dubna 1913, Jindřichův Hradec – 20. července 1942, Praha) byl účastník československého protinacistického odboje, spolupracoval jako radiotelegrafista s odbojovou skupinou Tři králové.

## Mládí
František Peltán byl nejmladším ze tří synů manželů Antonína a Marie Peltánových (bratři mu přezdívali „Ferry“). Narodil se a vyučil se čalouníkem v Jindřichově Hradci. Základní vojenskou službu nastoupil 1. listopadu 1933 u leteckého pluku č. 6 v Praze-Kbelích. Po ukončení základního výcviku byl na začátku roku 1934 cvičen na funkci radiotelegrafisty u telegrafního pluku č. 1 v Kutné Hoře. V následujících letech působil jako velitel radiostanice u několika pluků.

## Odbojová činnost

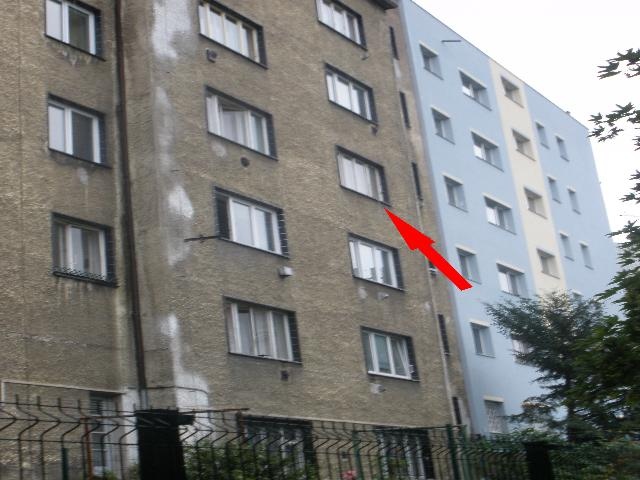
Dům v Čiklově ulici v Nuslích, kde byl zatčen pplk. Josef Mašín. Šipkou označeno okno, odkud uprchli škpt. Václav Morávek s četařem Františkem Peltánem.

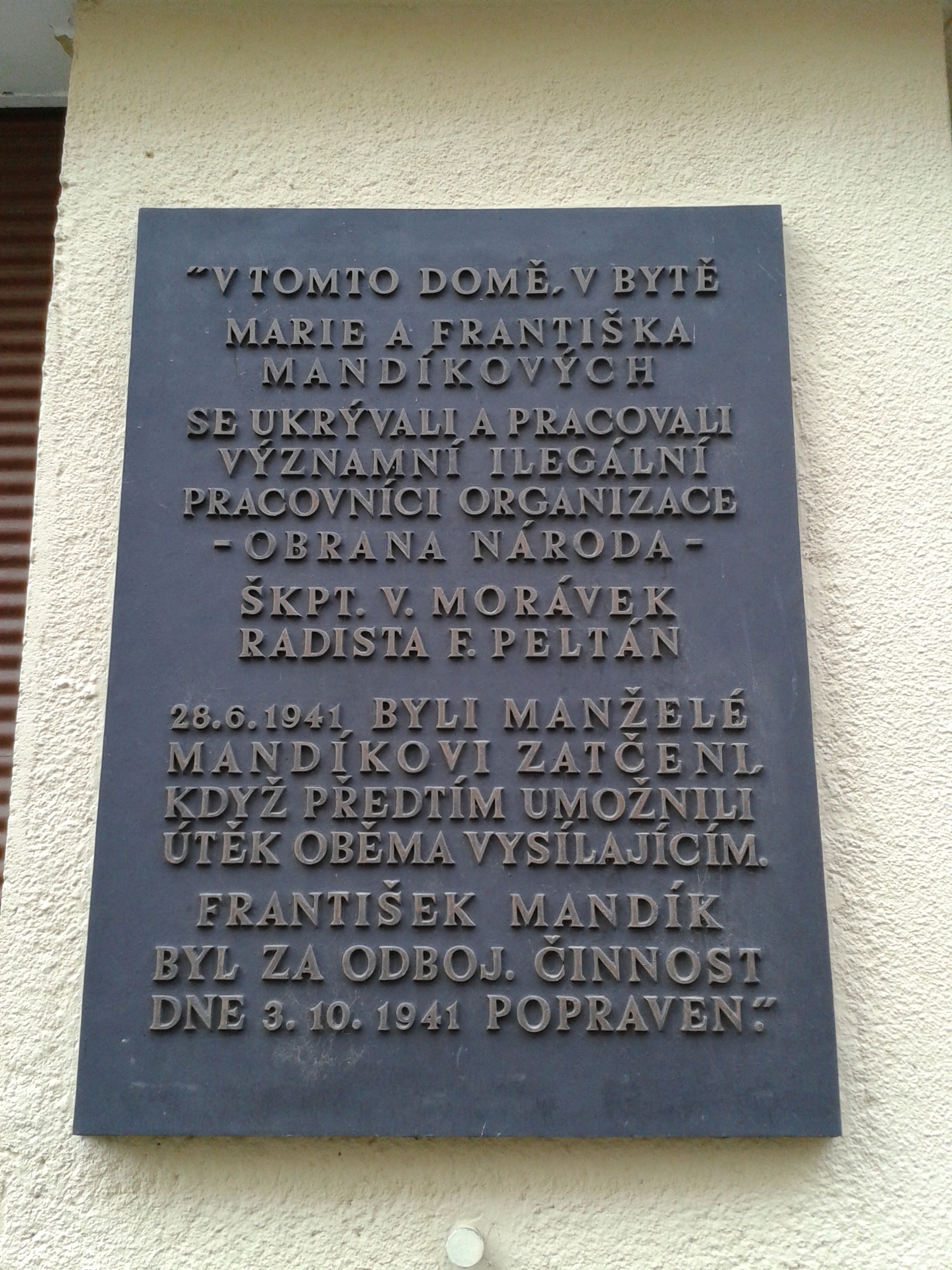
Pamětní deska v Praze 4 - Nuslích
v Horní ulici 1466/10

Po vyhlášení Protektorátu Čechy a Morava se stal členem odbojové organizace Obrana národa jako záložní radista. V té době pracoval jako pomocný úředník v Ústavu pro choromyslné v Kateřinkách. Podílel se na přemisťování radiostanice Sparta I, zajištění technické podpory pro radisty a na předávání šifrovaných zpráv.
Na začátku roku 1941 bylo zatčeno několik osob spojených s touto radiostanicí a Tři králové se proto snažili vybudovat nové radiové spojení – Sparta II. Radistou této stanice se stal František Peltán a 28. března 1941 odeslal první šifrovanou zprávu do Londýna. Zatýkání odbojářů spojených se Spartou I pokračovalo, 8. května získalo gestapo při domovní prohlídce u jednoho z nich několik zašifrovaných i nezašifrovaných zpráv. Díky tomu se gestapu podařilo prolomit šifrovací klíč Sparty I. Při výslechu zatčených zároveň zjistili polohu bytu, ze kterého probíhalo vysílání. Zbývající Tři králové – Josef Mašín a Václav Morávek (Josef Balabán byl v té době již zatčen) ale měli důležité zprávy, které potřebovali co nejrychleji odeslat do Londýna, i přes to riziko, že byt pro vysílání je sledován gestapem.
Vysílání, kterého se účastnil František Peltán, Josef Mašín a Václav Morávek, provedli ve večerních hodinách 13. května 1941 v bytě v ulici Pod Terebkou (dnešní Čiklova 19, Praha 4 - Nusle). Při vysílání však byli přepadeni gestapem, Josef Mašín byl těžce zraněn a zatčen, Františku Peltánovi s Václavem Morávkem se podařilo uprchnout, poté, co se spustili po ocelovém lanku ze čtvrtého patra (viz foto).
V červnu 1941 se František Peltán opět pokusil dvakrát vysílat a pokaždé při tom šťastně unikl gestapu:
- Poprvé přerušil vysílání kvůli přetékající vaně, takže gestapo nestačilo přesně lokalizovat byt, odkud vysílal.
- Podruhé (28. června 1941) už byl byt manželů Františka a Marie Mandíkových (odkud Peltán vysílal) obklíčen, ale Peltánovi se podařilo duchapřítomně proklouznout z domu v přestrojení za železničáře. Na tuto událost upomíná bronzová pamětní deska umístěná na domě v Horní ulici 1466/10 v Praze 4 – Nuslích.[2][3][4] (Viz foto)

Odbojáři neměli v tu dobu k dispozici žádnou radiostanici a tak František Peltán odjel léčit své zranění nohou, utrpěné při prvním přepadení gestapem, na kliniku do Plzně. Na počátku října 1941 se vrátil opět do Prahy, kde se mimo jiné naposledy setkal se svým bratrem Stanislavem. Byt, ve kterém přebýval, byl opět vyzrazen a při návratu v něm na něj čekal příslušník gestapa, Františkovi Peltánovi se však opět, již počtvrté, podařilo uniknout.
Poté se ukryl u svých přátel někde ve východních Čechách a od června 1942 v Cerhovicích u Berouna. Zde se ukrýval pod krycím jménem „Karel Zeman“. Peltán také pravděpodobně do Cerhovic přenesl vysílačku Sparta II pro spojení s londýnskou exilovou vládou, to sem později přivedlo gestapo pravděpodobně díky výslechu JUC. Vítězslava Dvořáka, vedoucího funkcionáře plzeňské organizace ÚVOD, který odjel do Prahy vyzvednout novou radiostanici, kterou měl poté obsluhovat František Peltán, ale byl zatčen. Při zátahu gestapa (dne 30. června 1942) na cerhovický pivovar Čeňka Šillingera se Františku Peltánovi zdařilo smrtelně postřelit palbou z pistole jednoho z gestapáků přepadového komanda. Nakonec se Peltánovi podařilo uniknout již popáté; další účastník přestřelky, majitel  pivovaru v Cerhovicích – Čeněk Šillinger – byl na útěku postřelen a spáchal sebevraždu.

Cerhovice 30. června 1942
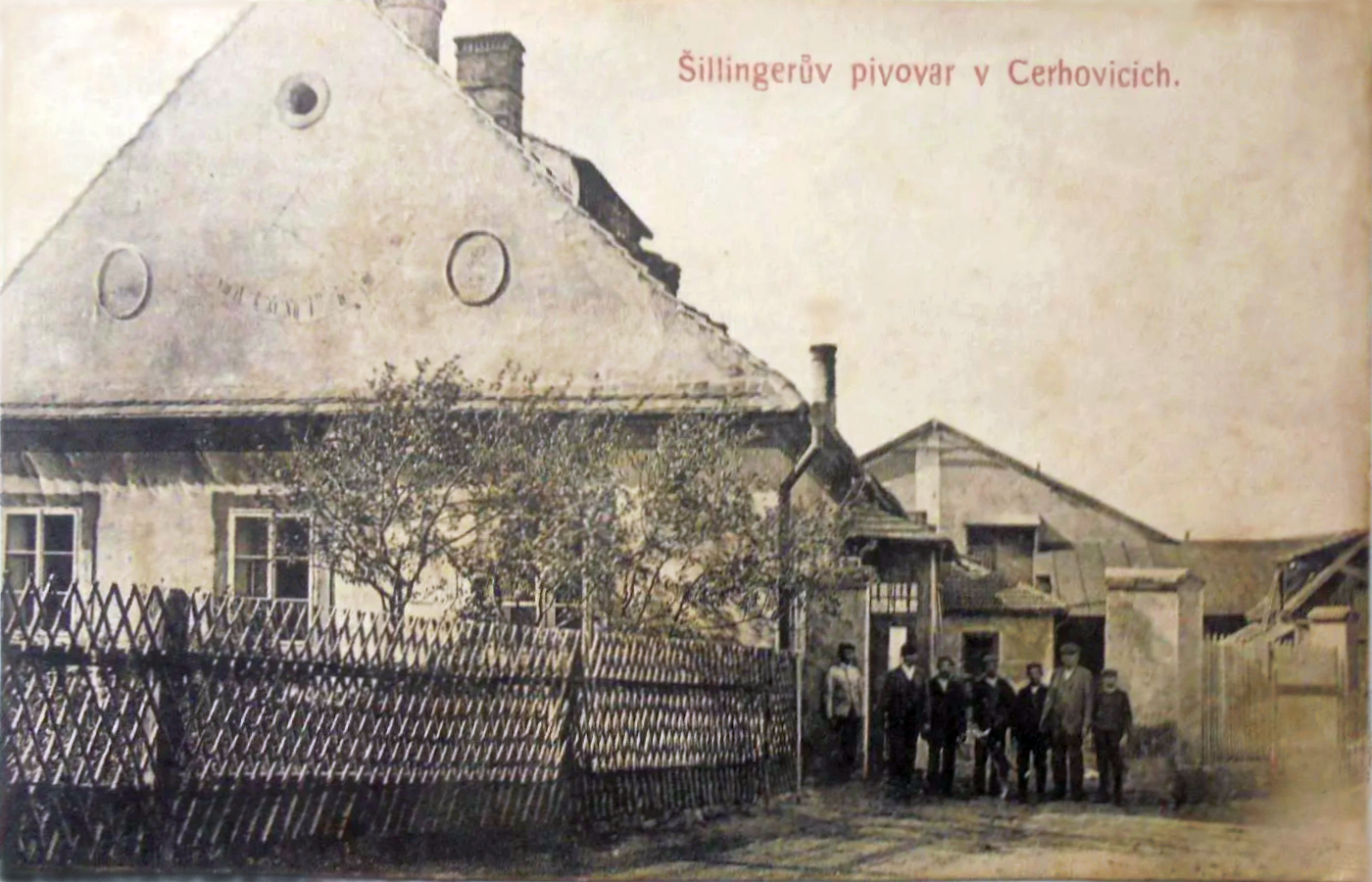
Šillingerův pivovar v Cerhovicích před první světovou válkou na dobové pohlednici
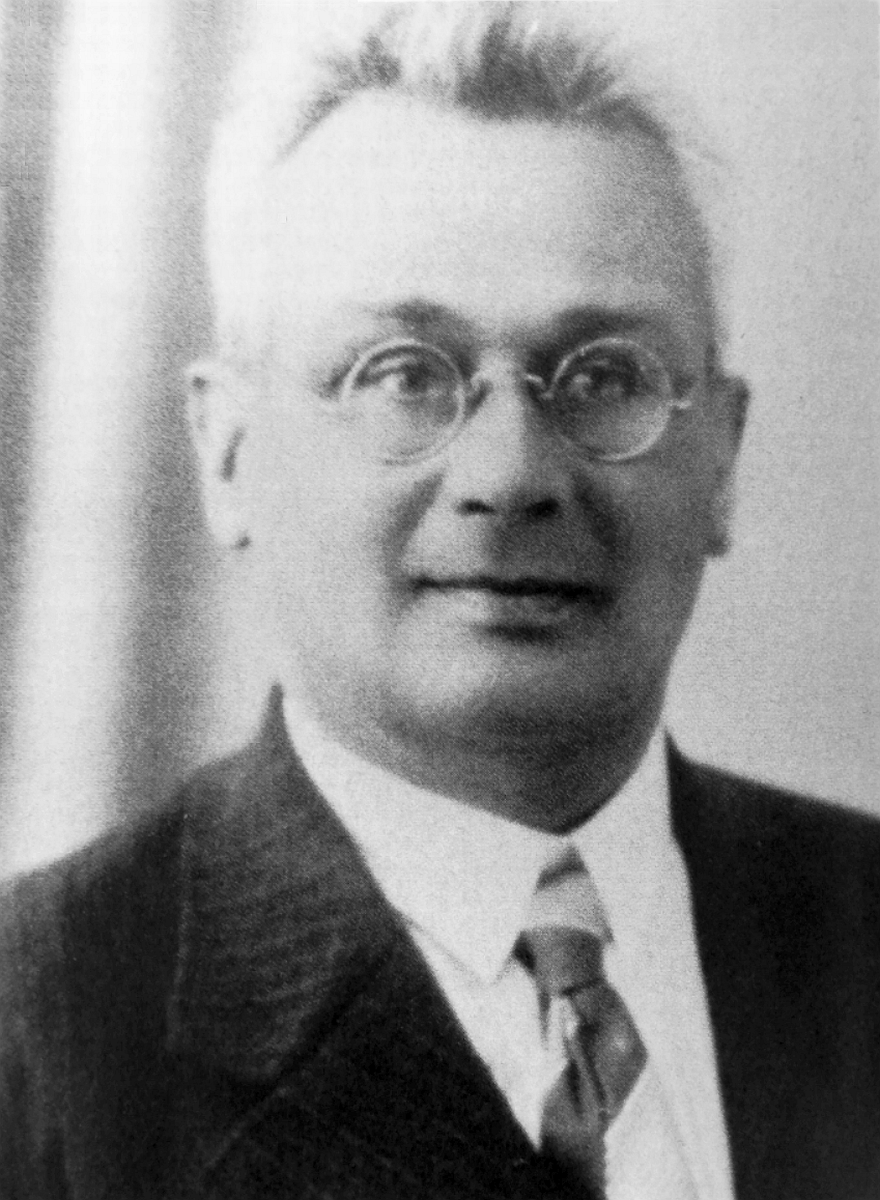
Čeněk Šillinger, majitel pivovaru v Cerhovicích
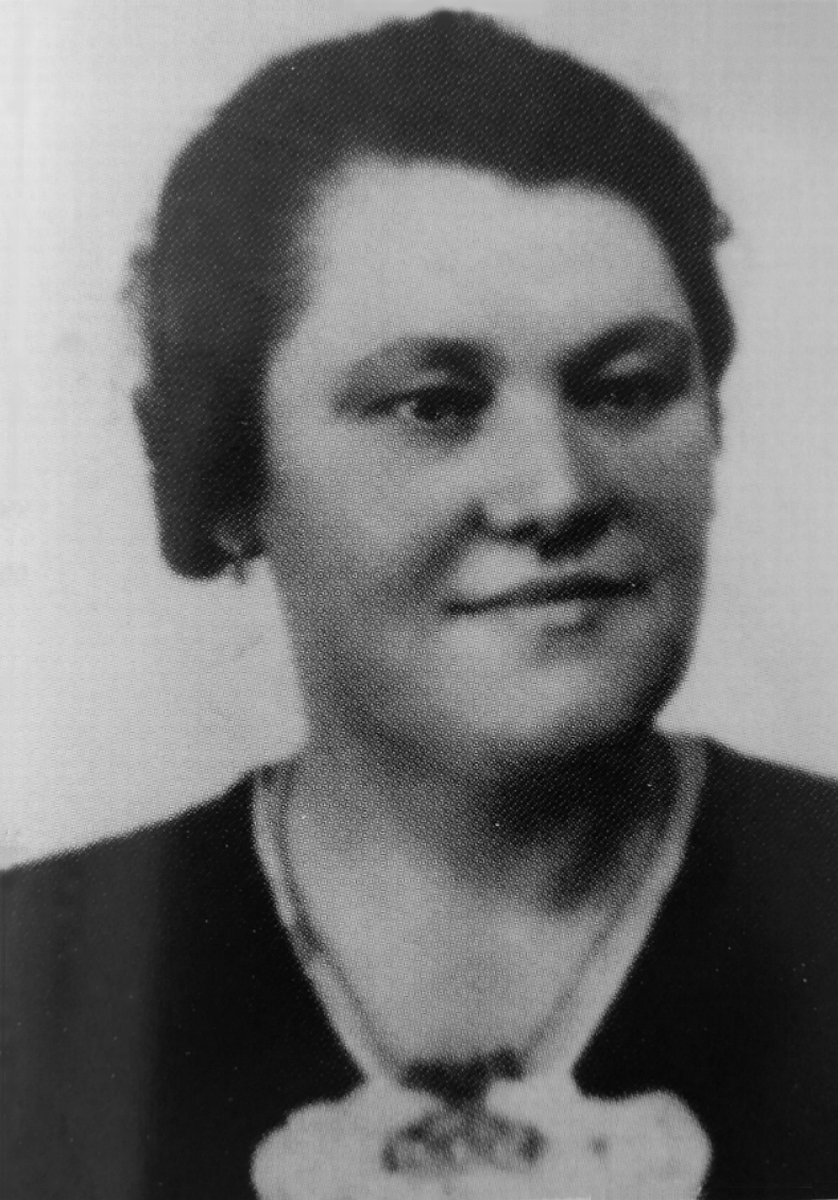
Bohdana Šillingerová – manželka Čeňka Šillingera
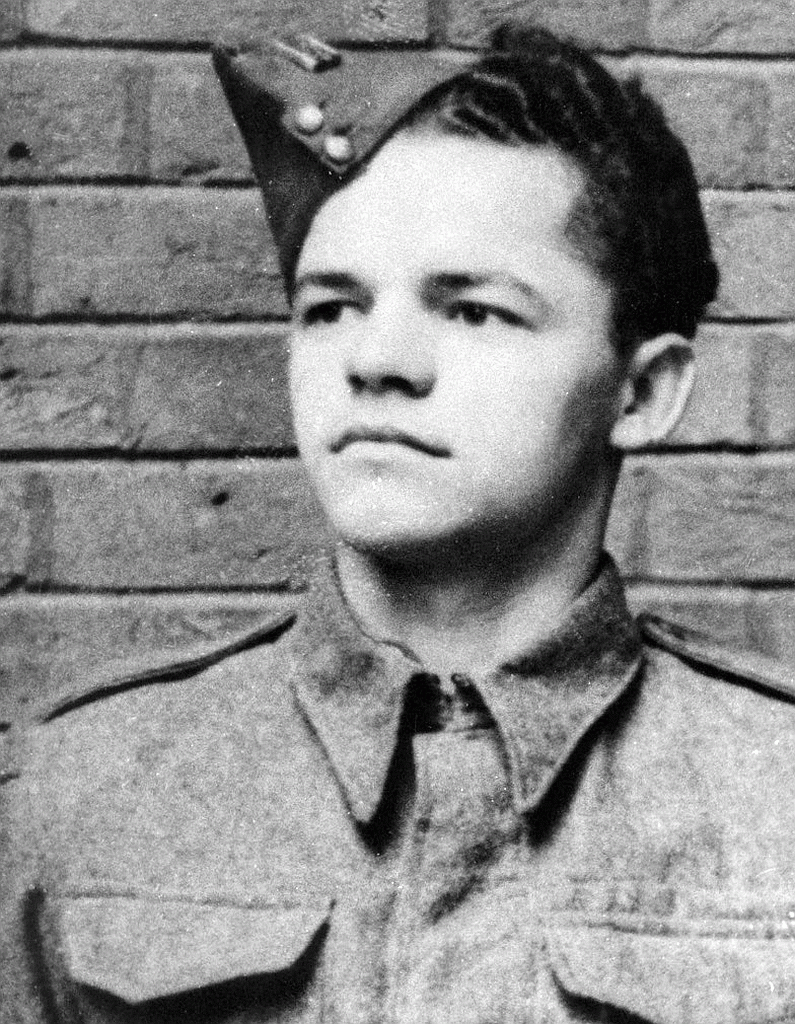
V cerhovickém pivovaru se skrýval i Oldřich Dvořák – příslušník paravýsadku Steel

## Dopadení
Další člen ÚVODu MUC. Václav Rusý odjel do Prahy zjistit důvody zpoždění JUC. Vítězslava Dvořáka (o jeho zatčení nevěděli), ale i on byl gestapem zajat. Při krutém výslechu prozradil čas a místo své schůzky s vedoucím radioskupiny ÚVOD JUDr. Rudolfem Marešem a Františkem Peltánem. Večer 11. července 1942 na místě schůzky v Kinského zahradě v Praze byli František Peltán a Rudolf Mareš obklíčeni gestapem a na konci přestřelky zůstali oba těžce raněni. František Peltán utrpěl průstřel hlavy a byl odvezen do SS lazaretu v Praze - Podolí. Zde 20. července 1942 na následky zranění (aniž nabyl vědomí) zemřel; pohřben byl na hřbitově v Ďáblicích v hromadném hrobě společně s dalšími hrdiny nacistického odboje.

## Po válce
V roce 1946 byl in memoriam vyznamenán  Československým válečným křížem 1939.

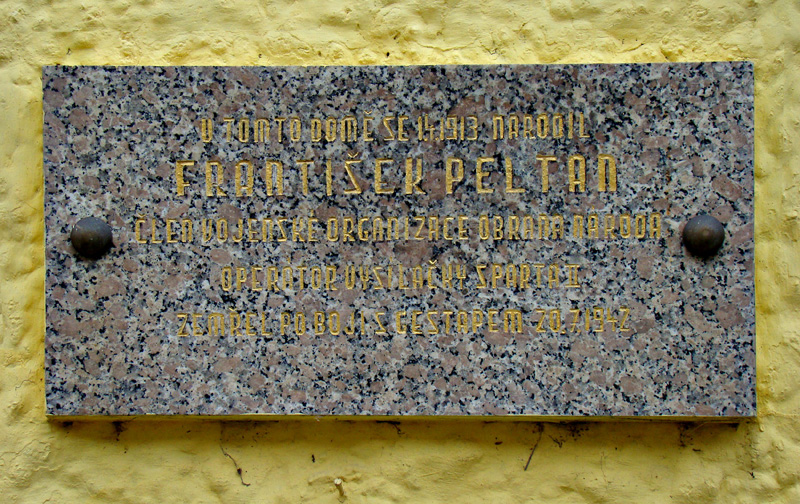
Původní pamětní deska v Jindřichově Hradci

Na jeho rodném domě v Jindřichově Hradci (v ulici 9. května 223/II) byla umístěna pamětní deska připomínající tohoto slavného rodáka.
V TOMTO DOMĚ SE DNE 1.4. 1913 NARODIL 
           FRANTIŠEK PELTAN 
ČLEN VOJENSKÉ ORGANIZACE OBRANA NÁRODA 
OPERÁTOR VYSÍLAČKY SPARTA II 
ZEMŘEL PO BOJI S GESTAPEM 20.7.1942
text na původní pamětní desce
Za svého života dosáhl František Peltán na hodnost četaře. Při 100. výročí svého narození dne 6. dubna 2013 byl za zásluhy v boji za národní osvobození jmenován ministrem obrany ČR do hodnosti kapitána in memoriam. 

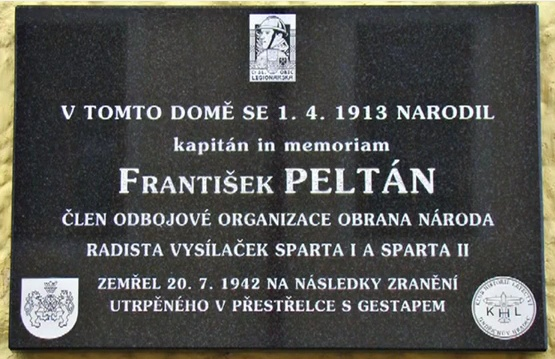
Nová pamětní deska v Jindřichově Hradci

Zároveň s povýšením byla (6. dubna 2013) v jeho rodném Jindřichově Hradci slavnostně odhalena Františku Peltánovi nová pamětní deska.
V TOMTO DOMĚ SE DNE 1.4. 1913 NARODIL 
            kapitán in memoriam 

          FRANTIŠEK PELTAN 
ČLEN VOJENSKÉ ORGANIZACE OBRANA NÁRODA 
RADISTA VYSÍLAČEK SPARTA I A SPARTA II 
 ZEMŘEL 20.7.1942 NA NÁSLEDKY ZRANĚNÍ 
UTRPĚNÉHO V PŘESTŘELCE S GESTAPEM
text na nové pamětní desce

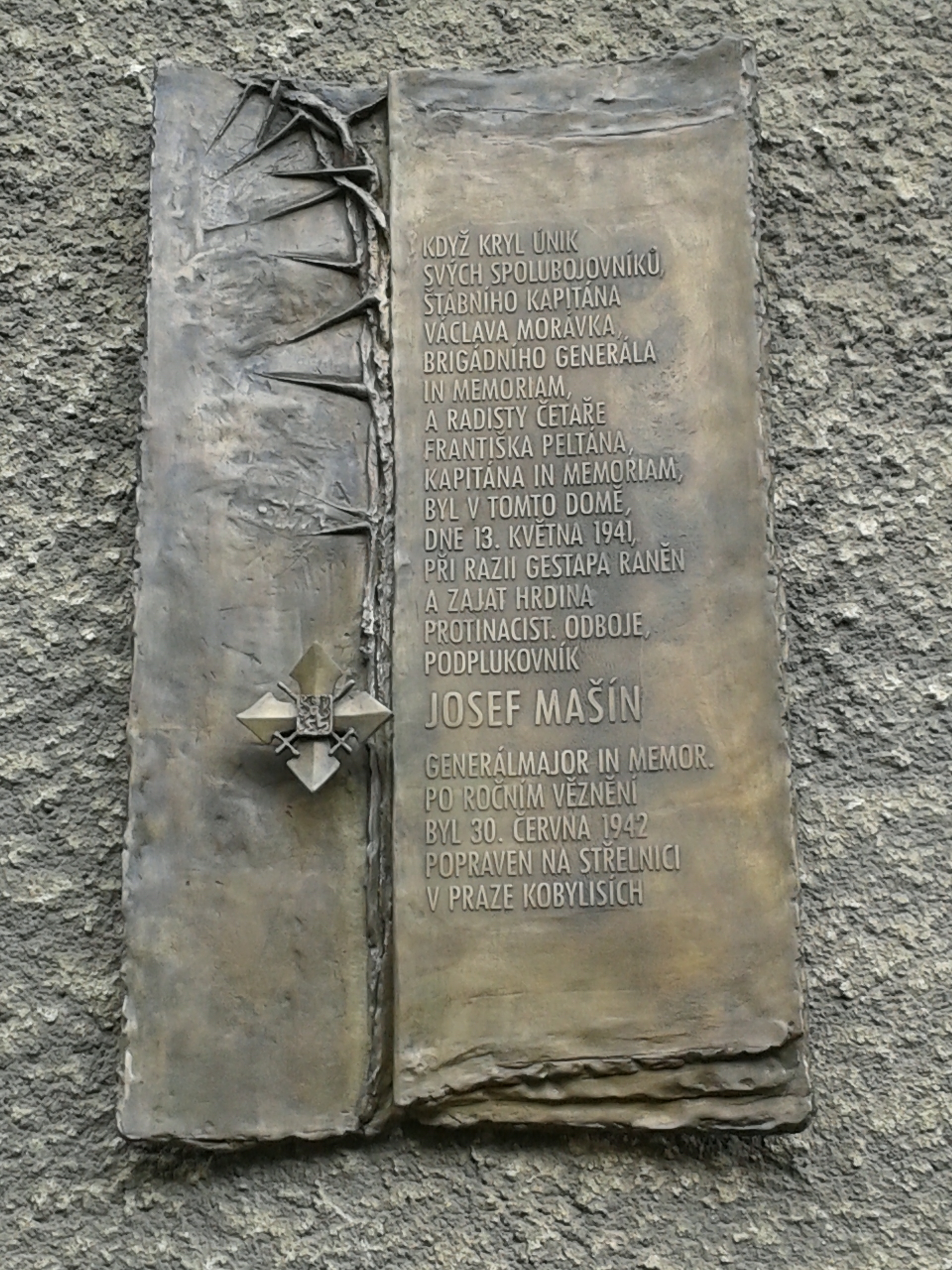
Pamětní deska v Čiklově ulici v Praze 4 - Nuslích

V pondělí dne. 15. května 2017 odpoledne byla na domě v Čiklově ulici číslo 19 v pražských Nuslích nedaleko Vyšehradu slavnostně odhalena pamětní deska, která připomíná událost, která se v tomto domě stala dne 13. května 1941. Toho dne v podvečer z malého bytu vysílala trojice odbojářů ze sabotážní a diverzní skupiny Tři králové (Václav Morávek, Josef Mašín a radista František Peltán) ilegální vysílačkou Sparta II depeše do Londýna. Kolem 19:15 při nečekané razii gestapa kryl Josef Mašín ústup Morávka a Peltána. (Ti se mezitím riskantně spustili z okna po tenkém zemnicím kablíku od vysílačky.) Při přestřelce proti přesile gestapa byl Josef Mašín těžce zraněn a zajat. Autorem pamětní desky je akademický sochař Jaroslav Hylas, který pochází z Morávkova rodného Kolína. Za protektorátu se ulice jmenovala "Pod Terebkou". (Nové jméno ulice získala po Aloisi Václavu Čiklovi - obyvateli domu sousedícího s domem s pamětní deskou. Čikl byl od roku 1938 správcem pravoslavného chrámu svatých Cyrila a Metoděje, kde poskytl úkryt parašutistům, kteří podnikli atentát na říšského protektora Reinharda Heydricha.) Na pamětní desce je nápis: "KDYŽ KRYL ÚNIK / SVÝCH SPOLUBOJOVNÍKŮ, / ŠTÁBNÍHO KAPITÁNA / VÁCLAVA MORÁVKA, / BRIGÁDNÍHO GENERÁLA / IN MEMORIAM, / A RADISTY ČETAŘE / FRANTIŠKA PELTÁNA, / KAPITÁNA IN MEMORIAM, / BYL V TOMTO DOMĚ, / DNE 13. KVĚTNA 1941, /PŘI RAZII GESTAPA RANĚN / A ZAJAT HRDINA / PROTINACIST. ODBOJE, / PODPLUKOVNÍK // JOSEF MAŠÍN // GENERÁLMAJOR IN MEMOR. / PO ROČNÍM VĚZNĚNÍ / BYL 30. ČERVNA 1942 / POPRAVEN NA STŘELNICI / V PRAZE KOBYLISÍCH".